# جین مک دونالد
جین آن مک دونالد (متولد 1963 آوریل 4) یک خواننده موسیقی گوش نواز انگلیسی، ترانه‌سرا، شخصیت رسانه‌ها، بازیگر و مجری تلویزیونی، که در سال 1998بعد از ظهورش درسریال کروز در بی‌بی‌سی در عموم به شهرت رسید.
مشهور به لهجه یورکشایر است، او با همکاری بسیاری برنامه‌های دی تایم که شامل زنان رها که بین سال ۲۰۰۴ و ۲۰۱۴ برنامه ای تی وی رفتار ستاره در سال ۲۰۱۳ و برنده جایزه تلویزیونی بفتا برای سریال سفر دریایی با جین مک دنالد بعد از ۲۰۱۷ را ارائه داده‌است. او همچنین جین و دوستان را در شبکه ۵ ارائه داد.

## زندگی‌نامه
مک دونالد در ویکفیلد غرب سوار یورکشایر به دنیا آمده‌است. بغد از نوازندگی تکه اصلی قرداد ضبط مک دونالد با زحمت شروع به ایجاد مسیر اصلی حرفه صنعت سرگرمی کرد در اولین بار به عنوان مهمان محری در لاتاری ملی بی‌بی‌سی و سپس با آلبوم اغازینش جین مک دونالد که به مدت سه هفته در چارت آلبوم انگلستان شماره ۱ قرار داشت.
در سال ۱۹۹۸ او با هنریک بریکسن مهندس لوله‌کش کشتی که بعداً مدیر او شد ازدواج کرد. عشق سریع آنها یکی از بخش‌های مهم مسند کروز بود. بریکسن بعدها پذیرفت که او صنعت موسیقی را درک نکرد و زن و شوهر در سال ۲۰۰۳ تا حد زیادی به خاطر شغلش از هم جداشدند.
از سال ۲۰۰۴ مک دونالد مجری عادی در برنامه دی تایم ای تی وی برنامه تلویزیونی زنان رها بود در برنامه به صورت سه بار در یک هفته ظاهر می‌شد. در ۱۶ ژوئیه ۲۰۱۰ تأیید شد که مک دونالد در تابستان از برنامه زنان رها ترک کرد حداقل یک سال استراخت کرد تا روی حرفه ای موسیقی و مسافرت کردن به استرالیا و نیوزلند تمرکز کند. گرچه مسافرت استرالیایی هرگز به رسمییت شناخته نشده بود او رهسپار سفربه انگلستان در سال ۲۰۱۱ شد. او به‌طور ثابت سریال‌ها را در ژانویه ۲۰۱۴ برای تمرکز برروی حرفه ای موسیقی ترک کرد. او سفر به انگلستان با برنامه‌های تک نوازی ادامه داد و برنامه‌های با موضوع کریسمس درصحنه به برنامه‌های کاریش معرفی کرده‌است.
در سال ۲۰۰۸ مک دونالد با موسیقی دان ایدی روت آشنا قدیمی که از زمان جوانی و عضو گروه سرچرز تجدید دیدار کردند. آنها در ۲۴ دسامبر ۲۰۰۸ بعد از روث که پیشنهاد ازدواج داد ازدواج کردند.
سفر دریایی با جین مک دونالد در سال ۲۰۱۸ جایزه بفتا برای بهترین چهره به دست آورد برای اولین برد این را برای کانال ۵ ساخت.

## دیسکوگرافی

### آلبوم‌ها
| عنوان                             | جزئیات                                                                                       | موقعیت‌های اوج نمودار | گواهینامه‌ها   |
| عنوان                             | جزئیات                                                                                       | بریتانیا {{سخ}}      | گواهینامه‌ها   |
| --------------------------------- | -------------------------------------------------------------------------------------------- | -------------------- | ------------- |
| جین مک دونالد                     | - تاریخ انتشار: ۱ ژوئن ۱۹۹۸ - برچسب: Focus Music International - قالب‌ها: بارگیری دیجیتال، CD | ۱                    | - BPI: پلاتین |
| الهام                             | - تاریخ انتشار: ۵ ژوئن ۲۰۰۰ - برچسب: Sony BMG - قالب‌ها: بارگیری دیجیتال، CD                  | ۶                    |               |
| عشق در فیلم‌ها                     | - تاریخ انتشار: ۱۵ اکتبر ۲۰۰۱ - برچسب: Sony BMG - قالب‌ها: بارگیری دیجیتال، CD                | ۲۴                   |               |
| تو به من تعلق داری                | - تاریخ انتشار: ۲۴ ژانویه ۲۰۰۵ - برچسب: Sony BMG - قالب‌ها: بارگیری دیجیتال، CD               | ۲۱                   |               |
| جین                               | - انتشار: ۱۱ اوت ۲۰۰۸ - برچسب: خود رها - قالب‌ها: بارگیری دیجیتال، CD                         | ۷                    |               |
| خواننده آهنگ شما                  | - منتشر شده: مارس ۲۰۱۴ - برچسب: خود رها - قالب‌ها: بارگیری دیجیتال، CD                        | -                    |               |
| جلدها را نگه دارید                | - تاریخ انتشار: ۳ نوامبر 2017 - برچسب: خود رها - قالب‌ها: بارگیری دیجیتال، CD                 | ۶۹                   |               |
| گشت و گذار با جین مک دونالد       | - منتشر شده: ۲۲ ژوئن ۲۰۱۸ - برچسب: پخش کانال ۵ - قالب‌ها: بارگیری دیجیتال، CD                 | ۶                    |               |
| سفر دریایی با جین مک دونالد جلد ۲ | - منتشر شده: ۲۸ اکتبر ۲۰۲۰ - برچسب: پخش کانال ۵ - قالب‌ها: بارگیری دیجیتال، CD                | ۲۴                   |               |

### آلبوم‌های تلفیقی
| عنوان                   | جزئیات                                                  |
| ----------------------- | ------------------------------------------------------- |
| مجموعه                  | - منتشر شده: آوریل ۲۰۰۳ - قالب‌ها: بارگیری دیجیتال، CD   |
| چون تو منو دوست داشتی   | - منتشر شده: اوت ۲۰۰۷ - قالب‌ها: بارگیری دیجیتال، CD     |
| فقط برای شما            | - منتشر شده: اکتبر ۲۰۱۰ - قالب‌ها: بارگیری دیجیتال، CD   |
| Is It Love You're After | - منتشر شده: مارس ۲۰۱۴ - قالب‌ها: بارگیری دیجیتال، CD    |
| ریمیکس شده              | - منتشر شده: سپتامبر ۲۰۱۴ - قالب‌ها: بارگیری دیجیتال، CD |

### آلبوم‌های زنده
| عنوان                     | جزئیات                                                | موقعیت‌های اوج نمودار |
| عنوان                     | جزئیات                                                | بریتانیا {{سخ}}      |
| ------------------------- | ----------------------------------------------------- | -------------------- |
| زندگی در London Palladium | - منتشر شده: اکتبر ۲۰۱۰ - قالب‌ها: بارگیری دیجیتال، CD | ۳۱                   |

### نمایشنامه‌های طولانی
| عنوان                    | جزئیات                                                  |
| ------------------------ | ------------------------------------------------------- |
| از من به تو (نسخه محدود) | - منتشر شده: سپتامبر ۲۰۰۶ - قالب‌ها: بارگیری دیجیتال، CD |

### مجردها
| "سفر دریایی به کریسمس مختلط"                                    | ۱۹۹۸ | data-sort-value="" style="background: var(--background-color-interactive, #ececec); color: var(--color-base, #2C2C2C); vertical-align: middle; text-align: center; " class="table-na" \| Non-album single |                  |
| "تو دنیای من هستی"                                              | ۱۹۹۸ | - | جین مک دونالد    |
| "کوه زیاد نیست به اندازه کافی"                                  | ۲۰۰۰ | - | عشق در فیلم‌ها    |
| "دستی که مرا هدایت می‌کند"                                       | ۲۰۰۱ | - | الهام            |
| "برنده"                                                         | ۲۰۰۱ | - | الهام            |
| "سفارشات پزشکان"                                                | ۲۰۰۸ | - | جین              |
| "دارد بهتر می‌شود"                                               | ۲۰۱۰ | data-sort-value="" style="background: var(--background-color-interactive, #ececec); color: var(--color-base, #2C2C2C); vertical-align: middle; text-align: center; " class="table-na" \| Non-album single |                  |
| "خواننده آهنگ تو"                                               | ۲۰۱۴ | - | خواننده آهنگ شما |
| "-" ضبط شده‌ای است که در آن قلمرو نمودار نبوده یا منتشر نشده‌است. |      | |                  |

### دی وی دی
- کنسرت جین مک دونالد (۱۹۹۹)
- جین مک دونالد در لاس وگاس (۲۰۰۱)
- جین بودن (فیلم ۲۰۰۵)
- The Very Best of Loose Women (2008)
- Late Night With The Loose Women (2009)
- جین مک دونالد – زنده در پالادیوم لندن (۱۸ اکتبر ۲۰۱۰)
- Jane McDonald - ویژه کنسرت کریسمس زنده (۱۵ نوامبر ۲۰۱۹) (به شماره ۲ در نمودارهای موسیقی DVD رسید) به کارگردانی جولیان اسمیت. تهیه شده توسط جین مک دونالد و مارتین هادسون

## کتابها
- جین مک دونالد – رویاهای خود را دنبال کنید، زندگی‌نامه، ۲۰۰۰
- جین مک دونالد – سوار بر امواج: داستان من، زندگی‌نامه، کتابهای ویرجین، ۳۱ اکتبر ۲۰۱۹

## یادداشت
1. ↑  Co-produced by Ted Carfrae and Jamel Badaoui.
2. ↑  Co-produced by David Sandcastle.
3. ↑  Four-track CD available from concerts.
4. ↑  Four-track CD available from concerts.
5. ↑  Live recording of the DVD.